# Thomas Poitevin
Pour les articles homonymes, voir Poitevin.
Thomas Poitevin, né en 1980 à Fontainebleau, est un comédien, auteur de théâtre et metteur en scène français.

## Biographie
Thomas Poitevin est né en 1980 à Fontainebleau, d'un père pilote d'avion et d'une mère artiste peintre. Il intègre en 2002 le Conservatoire municipal d'art dramatique Hector Berlioz du Xe arrondissement de Paris. Il est titulaire d'une licence de lettres modernes, obtenue à l'Université Paris-Sorbonne. Il a également suivi une formation d'auteur-réalisation de fiction longue au Centre Européen de Formation à la Production de Films (CEFPF) de Paris.
À partir de 2010, il écrit, met en scène et joue dans plusieurs pièces de théâtre, telles que Sosies de Quentin Defalt, où il incarne le double de Michel Berger. Il joue son premier seul-en-scène en 2018, Les désespérés ne manquent pas de panache, dans lequel il interprète divers personnages sous la forme d'une succession de sketchs,.
Il connaît en février 2020 une notoriété grandissante, grâce à sa série de pastilles Les Perruques de Thomas publiée sous forme de courtes vidéos sur les réseaux sociaux. Le comédien, coiffé de perruques, y interprète face caméra une panoplie de personnages hauts en couleur. Ces derniers racontent notamment leurs déboires en période de confinements, conséquences de la pandémie de Covid-19.
En un an, ses vidéos passent de 3 000 à 100 000 visionnages en moyenne. Il est reçu dans l'émission Quotidien de Yann Barthès le 13 novembre 2020. Vogue Paris, Libération, Télérama et Le Monde lui consacrent un portrait dans leurs pages.
Sur proposition du Théâtre-Sénart, il co-écrit avec Hélène François son second seul-en-scène, Thomas joue ses perruques. Celui-ci se tient à compter de septembre 2021 jusqu'en avril 2022, en tournée dans plusieurs villes françaises et en Belgique,. Il est reconduit pour la saison 2022-2023 dans une version réactualisée. 
Il collabore en parallèle à l'écriture du film La Vengeance au Triple Galop d'Alex Lutz, diffusé le 4 octobre 2021 sur la plateforme MyCanal,.
Depuis l'automne 2022, le comédien participe à la nouvelle émission de sexologie OrgasmiQ, présentée par l'humoriste Rosa Bursztein et diffusée chaque semaine sur la chaîne de télévision Téva.

## Influences
Au nombre de ses influences, Thomas Poitevin cite Les Inconnus, Muriel Robin, Philippe Khorsand, Valérie Lemercier, Jean-Pierre Bacri, Little Britain ou encore Catherine Tate. 
Interrogé sur ses sources d'inspiration, il explique : « ça part souvent d’une humeur, d’une phrase, de quelqu’un que j’ai vu dans la rue et qui avait un petit quelque chose étrange ». Il ajoute : « je crois que j’ai une grande porosité ; je chope une phrase, une expression que j’ai entendue, qui me fait rire et je déroule la pelote ».

## Théâtre

### En tant qu'auteur et metteur en scène
- 2021 : Thomas joue ses perruques (seul-en-scène), coécrit avec Hélène François, tournée en France et en Belgique.
- 2017 : Les désespérés ne manquent pas de panache (seul-en-scène), coécrit avec Hélène François, création à La Loge (Paris) puis Festival d'Avignon, Théâtre des Vents en 2018.
- 2015 : Big Freeze (Thermodynamique de l'amour), créé à La Loge et à la Faïencerie de Creil/Chambly (auteur associé), reprise au Théâtre de La Reine Blanche, Paris.
- 2012 : Le laboratoire chorégraphique de rupture contemporaine des gens, création collective, conception et direction du projet, créé à la Maison des Métallos puis en tournée, reprise au Théâtre 13 Paris en 2014. Grand Prix Paris Jeunes Talents 2011.

### En tant que comédien
- 2020 : La Terre se révolte, mise en scène de Sara Llorca, Création à la MC 93 Bobigny, Théâtre Les Célestins à Lyon, MC de Grenoble.
- 2016 : Sosies, de Quentin Defalt, Maison du Théâtre et de la Danse (Épinay), Le nouveau Ring (Avignon). Rôle : Sosie de Michel Berger.
- 2012 : Réalisme de Catherine Hargreaves, Théâtre l'Élysée (Lyon).
- 2010 : Procès ivre de B.M. Koltès, mise en scène Groupe ACM.

## Télévision
- 2022 : OrgasmiQ, émission de télévision hebdomadaire présentée par Rosa Bursztein et diffusée sur Téva.
- 2022 : Encore vous ?, mini-série créée par Alex Ramirès et diffusée sur MyCanal. Rôle : Le meilleur ami gay des comédies romantiques.
- 2021 : La Vengeance au Triple Galop, film réalisé par Alex Lutz, participation à l'écriture du scénario.

## Distinctions

### Nominations
- Molières 2023 : Molière de la révélation masculine et Molière seul(e) en scène pour Thomas joue ses perruques - Deluxe édition